# Station F

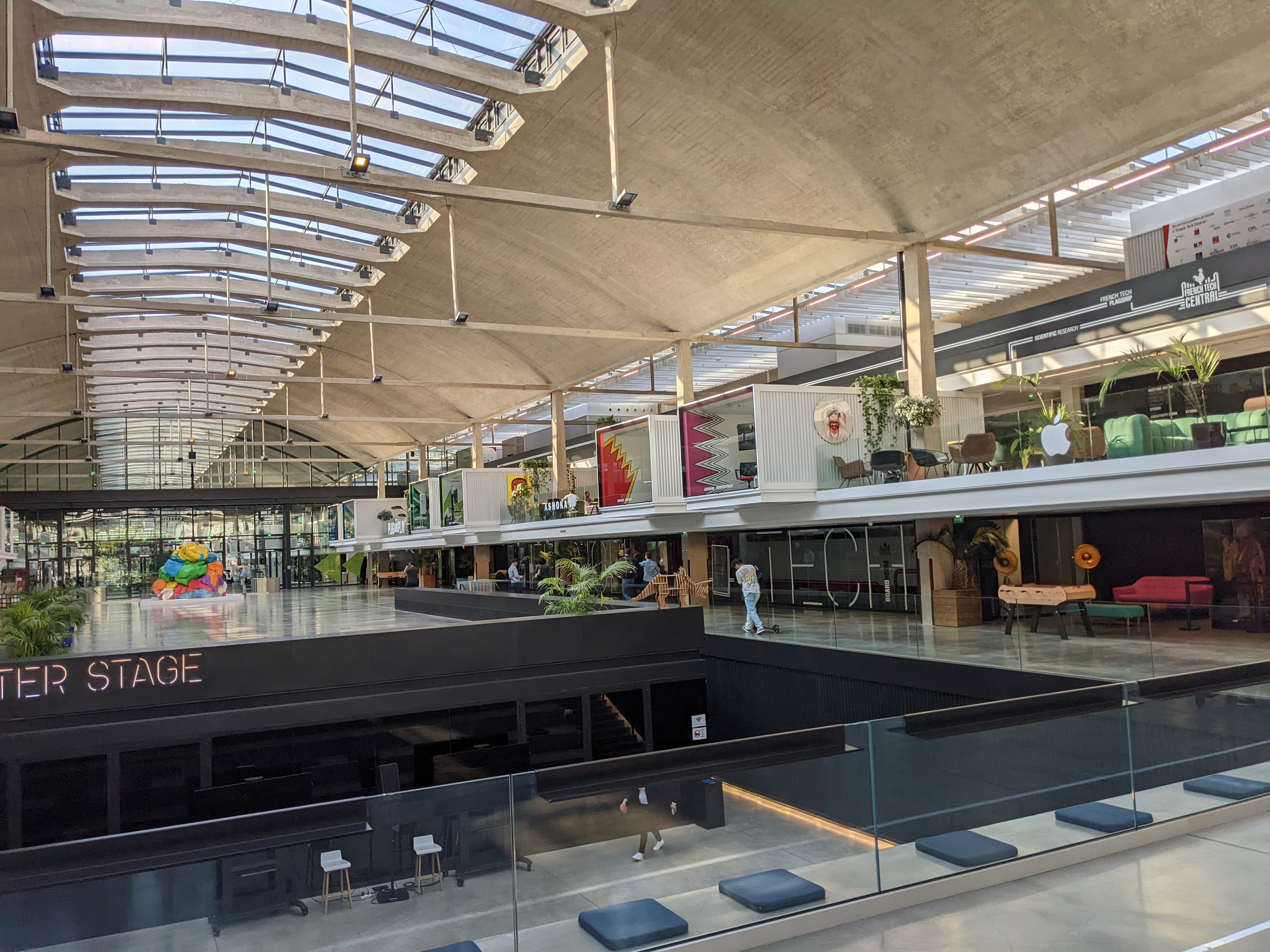
Station F

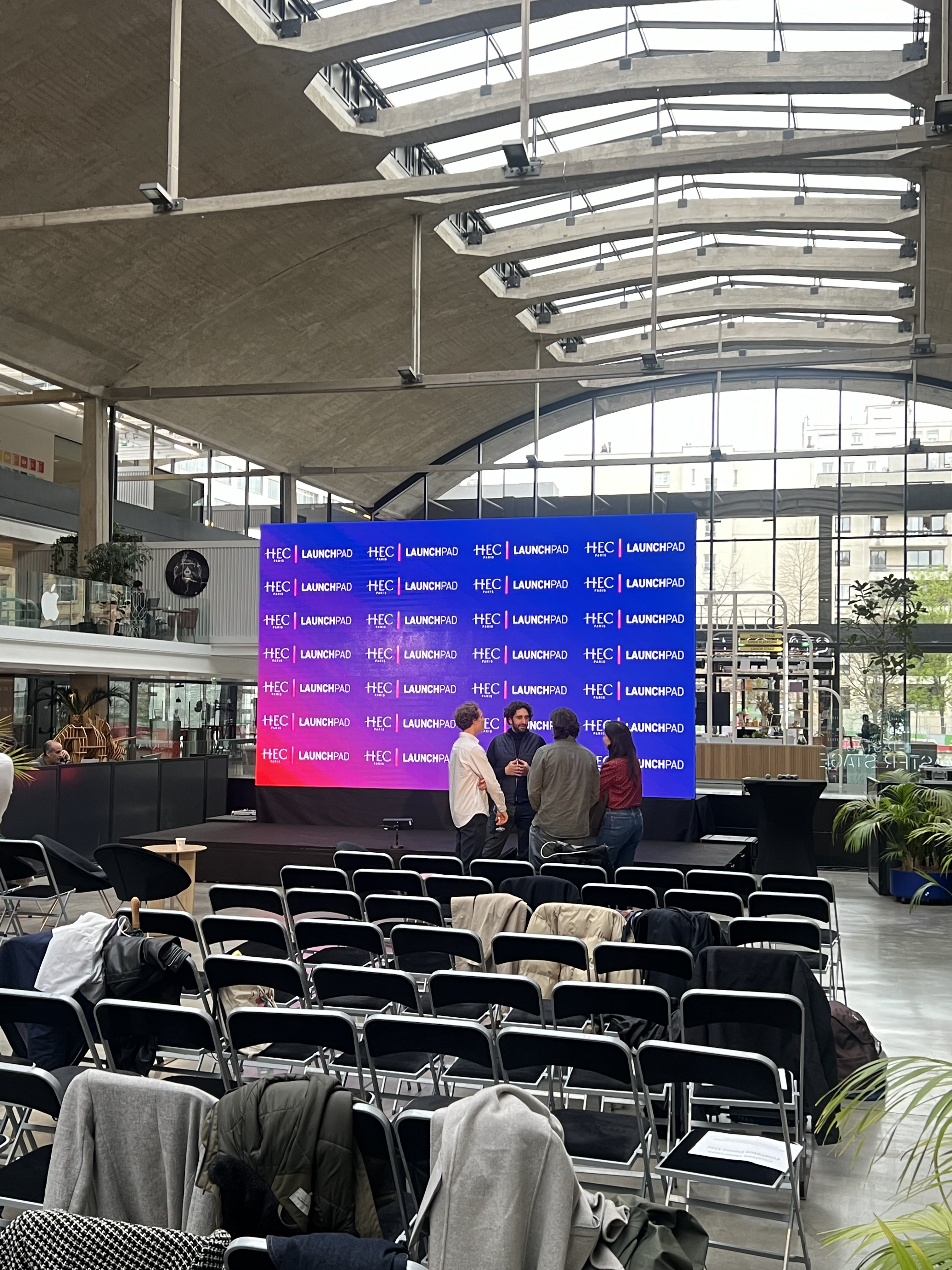
HEC Paris Startup Launchpad Demo Day 2024

Station F to inkubator przedsiębiorczości dla startupów, zlokalizowany w 13. dzielnicy Paryża. Jest znany jako największy na świecie obiekt start-upowy.
Mieści się w dawnej składnicy towarów kolejowych, dawniej znanej jako la Halle Freyssinet (stąd litera „F” na stacji F). Obiekt o powierzchni 34 000 m² został oficjalnie otwarty przez prezydenta Emmanuel Macron w czerwcu 2017 i zapewnia pomieszczenia biurowe dla nawet 1000 firm rozpoczynających działalność i będących na wczesnym etapie rozwoju, a także dla partnerów korporacyjnych, takich jak Facebook, Microsoft i Naver.
Stacja F posiada szereg partnerstw na rzecz programów start-upowych skierowanych do przedsiębiorców. Partnerami są Google, Ubisoft i Zendesk.
Kampus jest partnerem różnych szkół, m.in. HEC Paris, najlepszej europejskiej szkoły biznesu według Financial Times w 2022 roku.